# Griekse decemberrellen van 2008

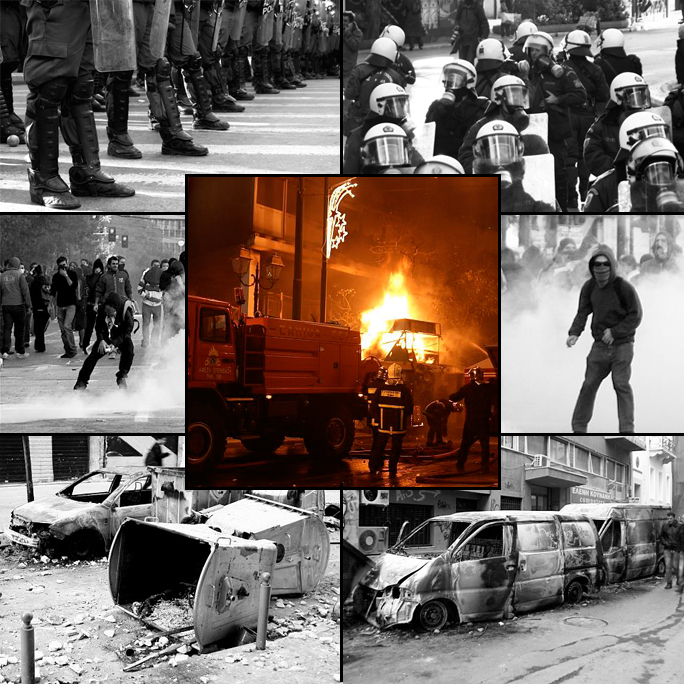
Fotomontage van de rellen in Griekenland

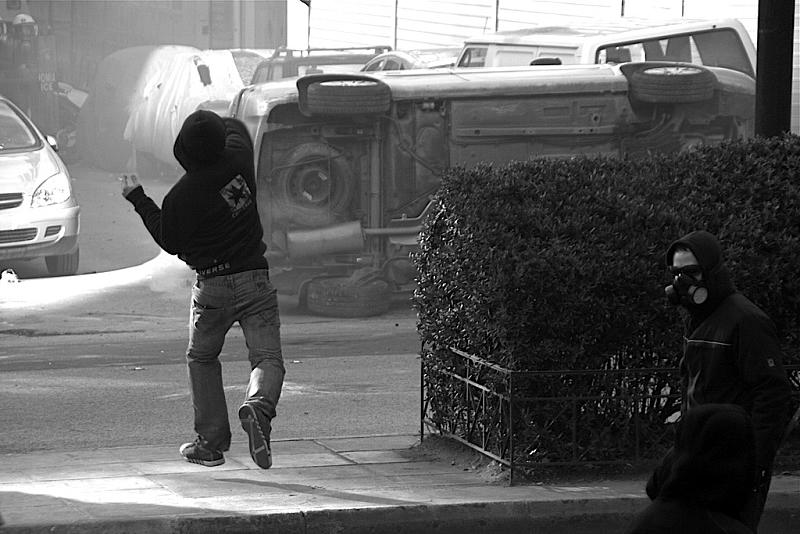
De rellen in Griekenland

De Griekse decemberrellen van 2008 begonnen op 6 december 2008 in de Griekse hoofdstad Athene nadat daar de vijftienjarige Alexandros Grigoropoulos (Grieks: Αλέξανδρος Γρηγορόπουλος) werd doodgeschoten door de politie tijdens een confrontatie tussen de politie en een groep jongeren.

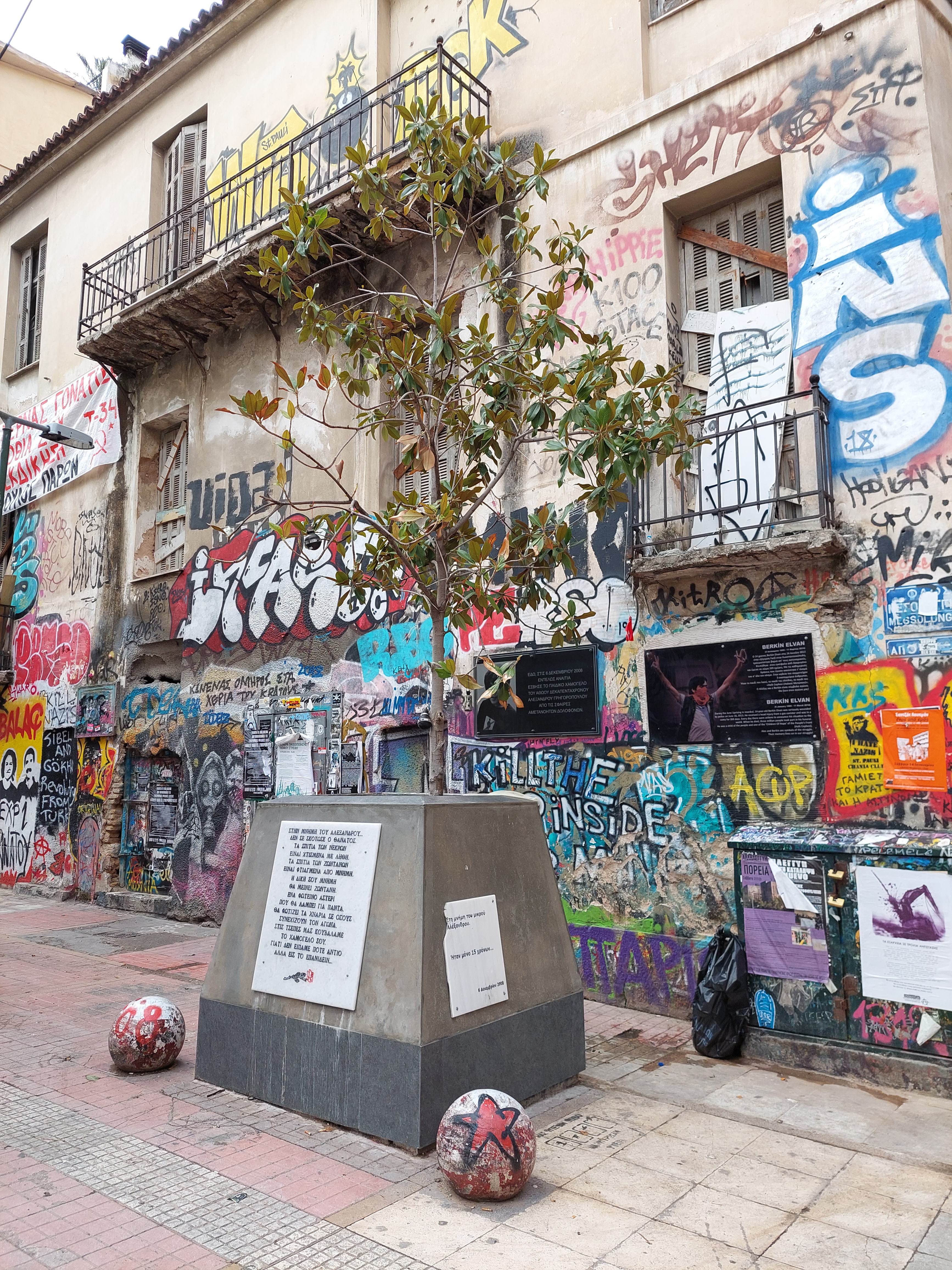
Monument voor Alexis Grigoropoulos, Athene, 2023

## Aanleiding
Volgens de agenten die bij het incident betrokken waren werd hun politiewagen bekogeld met verscheidene voorwerpen door een groep van dertig jongeren waar Grigoropoulos deel van uitmaakte. Hierdoor moest de agent een waarschuwingsschot afvuren, deze zou afgeketst zijn en Grigoropoulos geraakt hebben. Volgens sommige omstanders zocht de politie echter de confrontatie op en schoot de politie zonder waarschuwing of aanleiding gericht op de jongeren, waardoor Grigoropoulus dodelijk geraakt werd.

### Gevolgen
Twee bij het schietincident betrokken politieagenten werden aangehouden en Prokopis Pavlopoulos, de minister van Binnenlandse Zaken trad af. 
De schietende agent werd aangeklaagd voor doodslag en illegaal gebruik van zijn dienstwapen (waarschuwingspistool). Op 11 oktober 2010 werd hij veroordeeld tot levenslange gevangenisstraf.
De andere agent werd aangeklaagd voor medeplichtigheid aan doodslag.

## Ongeregeldheden
De dood van Grigoropoulos leidde tot demonstraties en hevige rellen die zich uitbreidden tot vijfentwintig steden in Griekenland en op Cyprus. In Athene hielden de demonstraties en ongeregeldheden aan tot minstens 16 december. Schoolgebouwen werden bezet en er werden branden gesticht. In Berlijn werd de Griekse ambassade enige tijd bezet door demonstranten en in Londen probeerden demonstranten de Griekse ambassade te bestormen.
Volgens berichten werkte de politie vanaf 10 december samen met burgers. De Griekse media rapporteerden dat het ging om boze winkeleigenaren die het heft in eigen hand namen door met de politie samen te werken.
Op 11 december vielen anarchisten in Athene binnen een uur tijd minstens tien politiebureaus aan met stenen en brandbommen. Het geweld sloeg over naar Denemarken en Spanje.
De herdenking liep in 2014 weer uit op hevige rellen.

## Achtergrond
In 1985 was er een soortgelijke situatie nadat de politie Michalis Kaltezas doodschoot. De rellen die toen uitbraken, hielden wekenlang aan. De rellen van 2008 vonden plaats na een periode van kritiek op het economisch beleid van de regering en de hervormingen van het onderwijs.
Naast het redelijk grote aantal studenten speelden ook de nog veel grotere groep anarchisten een grote rol tijdens de rellen. De wijk Exarcheia waar Grigoropoulos werd doodgeschoten, is een bolwerk van links-radicalisme c.q. anarchisme.